# Старорубашкин
Старорубашкин — хутор в Зимовниковском районе Ростовской области. Входит в состав Северного сельского поселения.
Основан в 1910—13 годах
Население — 49 (2012)

## История
Основан в 1910—1913 годах переселенцами из хутора Рубашкин Мартыновской слободы. После основания в 1917—1921 годах хутора Ново-Рубашкин, получил название Старо-Рубашкин.

## География
Хутор расположен на севере Зимовниковского района в пределах Ергенинской возвышенности, являющейся частью Восточно-Европейской равнины, на реке Мазанка. Рельеф местности равнинный. Средняя высота над уровнем моря — 55 м.
По автомобильной дороге расстояние до Ростова-на-Дону составляет 300 км, до районного центра посёлка Зимовники — 25 км, до административного центра сельского поселения хутора Гашун — 5 км. С запада село обходит региональная автодорога Волгоград — Сальск.
На хуторе имеются две улицы: Животноводческая и Старорубашкинская.
Часовой пояс
Старорубашкин, как и вся Ростовская область, находится в часовой зоне МСК (московское время). Смещение применяемого времени относительно UTC составляет +3:00.

## Население
| 2002 |
| ---- |
| 61   |

| 2006 | 2007 | 2008 | 2009 | 2010 | 2011 | 2012 |
| ---- | ---- | ---- | ---- | ---- | ---- | ---- |
| 43   | →43  | ↘42  | ↘39  | ↗45  | ↗49  | →49  |